# K. K. Downing
Kenneth Keith "K. K." Downing Jr. (West Bromwich, Inglaterra; 27 de octubre de 1951) es un músico británico, conocido mundialmente por ser uno de los principales compositores del grupo británico de heavy metal Judas Priest, y ser uno de los guitarristas más influyentes del género. Permaneció en el conjunto desde sus inicios hasta el 20 de abril de 2011, fecha en que comunicó oficialmente su marcha debido a diferencias "con algunos elementos de la banda" y el management. Este hecho tuvo lugar en la antesala del comienzo de la gira Epitaph World Tour de Judas Priest, para la que los fanes habían asumido que contarían con Downing. Su salida se unió a la noticia de que el guitarrista Richie Faulkner sería su sustituto en el combo británico. Junto con su ahora excompañero Glenn Tipton, formó uno de los duetos guitarrísticos más importantes de la historia del heavy metal.
Actualmente tiene su banda de heavy metal llamada KK's Priest.

## Biografía
Kenneth Downing nació en la casa de una familia obrera, en su adolescencia se escapaba de la escuela para ir a recitales de sus grupos favoritos, tales como The Jimi Hendrix Experience o Cream. A los quince años abandonó definitivamente los estudios y fue echado de casa por sus padres, con los cuales no consta que haya vuelto a hablar jamás. Rebelde por naturaleza y sin ninguna formación musical, encontró empleo en la British Steel, acería británica ubicada en Birmingham, pero luego sería despedido de ésta, por abandonar su trabajo para ir a un concierto de Jimi Hendrix.
Downing solo encontró trabajos eventuales, tales como técnico de refrigeradores, ayudante de cocina, su único interés era reunir dinero para conseguir comprar un amplificador y pagar su apartamento, donde aprendía a tocar la guitarra con libros y cursos de guitarra.

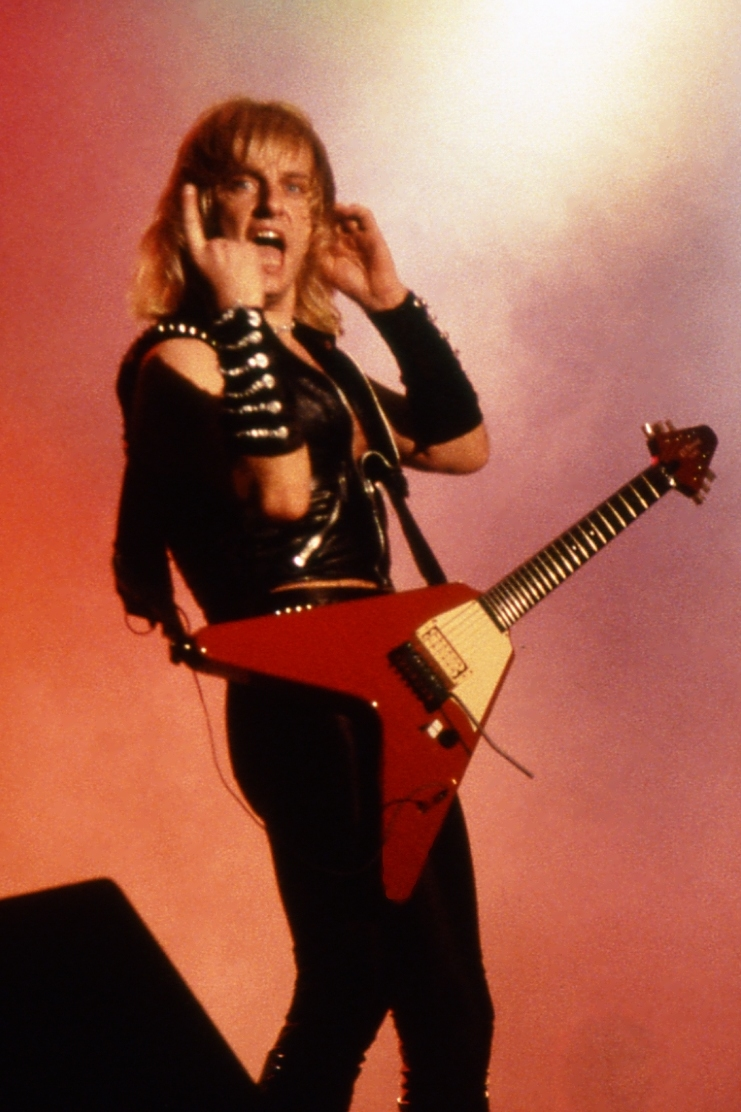
Downing en 1984

Compró su primera guitarra a la edad de dieciséis años, fue un modelo Gibson SG con la que aprendió a tocar encima de las canciones de sus artistas favoritos y aprendiendo técnicas con libros dedicados enteramente a la guitarra.
Fue en ese momento cuando comenzó a destacar como buen músico, aunque no conseguía ninguna banda a la que unirse, y un día vio una furgoneta de unos tales "Judas Priest" (Anterior banda de Al Atkins, con quién luego Downing fundaría la célebre banda homónima, utilizando el nombre de este conjunto), y pensó que sería algo grande tocar con ellos.
Pasado el tiempo Judas Priest se disolvió, y Atkins conoció a Downing, Ian Hill y John Ellis tras observarlos tocar en una vieja iglesia, y les propuso formar una banda, reutilizando el nombre de su anterior grupo, banda a la que K.K. Downing se ha dedicado enteramente durante casi 40 años.
El 20 de abril de 2011 se anunciaba que Downing dejaba Judas Priest en medio de la finalización de una gira para posteriormente ser reemplazado por Richie Faulkner.

## KK's Priest

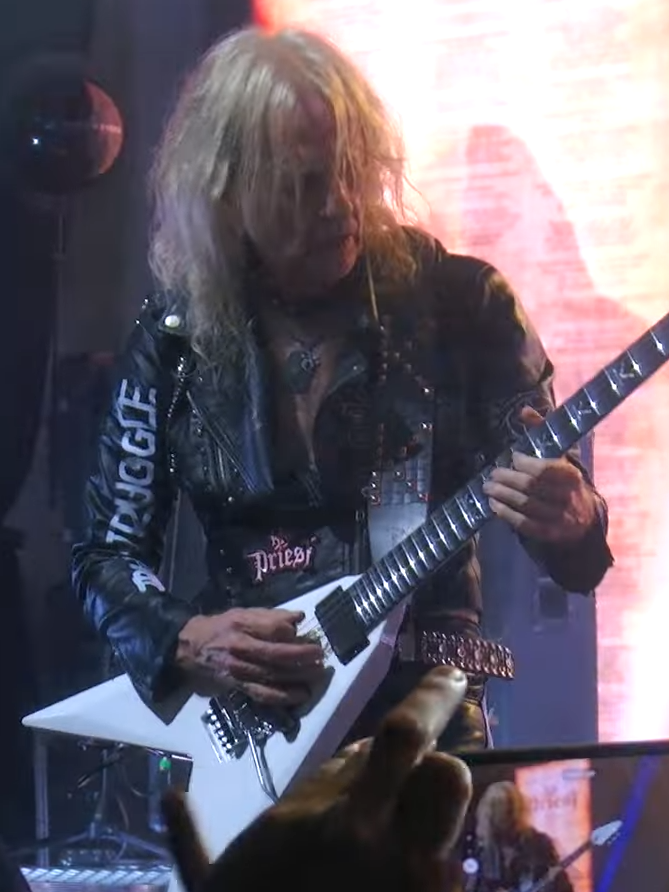
Downing en directo con su banda KK's Priest, en octubre de 2023.

El 12 de agosto de 2019, K.K. volvió a tocar en vivo después de casi 10 años para el Ross The Boss Show. En enero de 2020 se anunció que K.K. Downing firmó un contrato para trabajar en nueva música. Se anunció que Downing trabajaría con Tim Owens, Les Binks, A.J. Mills y Tony Newton para formar su propia banda llamada KK's Priest. El álbum debut Sermons of the Sinner estaba originalmente planeado para lanzarse el 20 de agosto de 2021, sin embargo fue pospuesto y finalmente sería lanzado el 1 de octubre de 2021. Un videomusical de la canción "Hellfire Thunderbolt" fue lanzado a comienzos de 2021. Sin embargo, Les Binks no participó en las sesiones de grabación del álbum debido a una lesión en la muñeca. Fue reemplazado por el baterista Sean Elg; no obstante, Les Binks tocó en algunos conciertos con la banda.
En una entrevista hecha en junio de 2021 meses antes de la publicación de Sermons of the Sinner, KK afirmó estar trabajando en nuevo material para el próximo disco de la banda.
Miembros actuales
- K. K. Downing – guitarra (2020–presente)
- Tim "Ripper" Owens – vocalista (2020–presente)
- A.J. Mills – guitarra (2020–presente)
- Tony Newton – bajo (2020–presente)
- Sean Elg – batería (2021–presente)

Exmiembros
- Les Binks – batería (2020–2021)

## Estilo y sonido

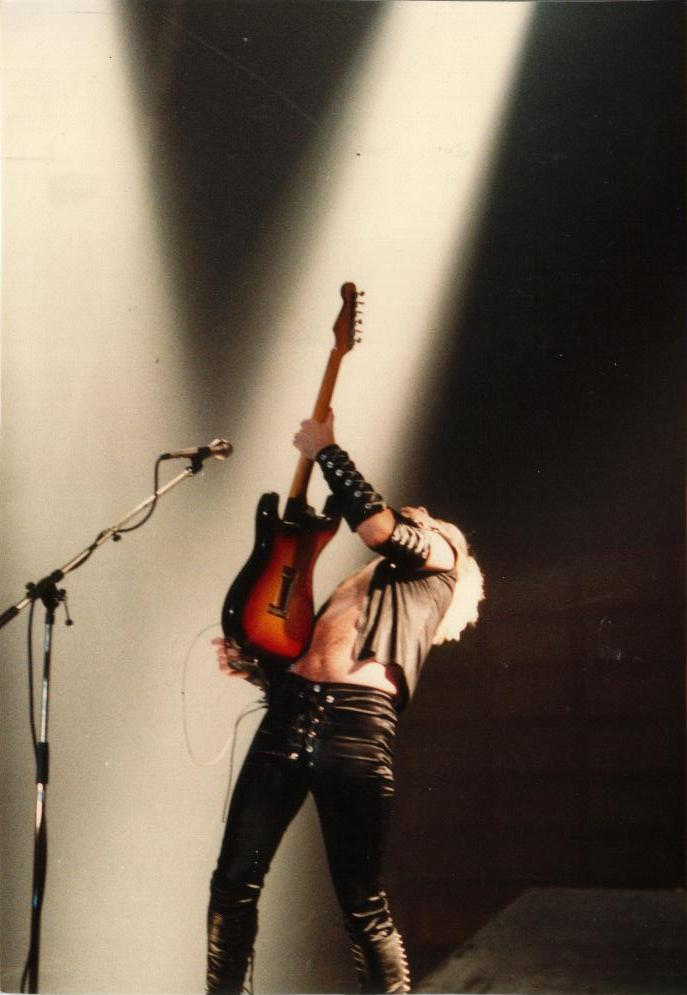
K.K. Downing en 1980

Como guitarrista, Downing se destaca por sus solos agresivos, con mucho uso de la palanca de trémolo, totalmente improvisados y basados en el blues progresivo; ritmos sólidos y los duetos legendarios con su excompañero y también guitarrista de Judas Priest, Glenn Tipton.
Su sonido de guitarra es lo que se conoce como "Fender conectado a Marshall". Su tono suele ser bastante elevado en agudos y medios para obtener ese sonido de guitarra chillón y agresivo. Destaca por usar amplificadores Marshall (Modelo Master Volume 2203 o JCM800 en los primeros tiempos de la banda).

## Equipamiento

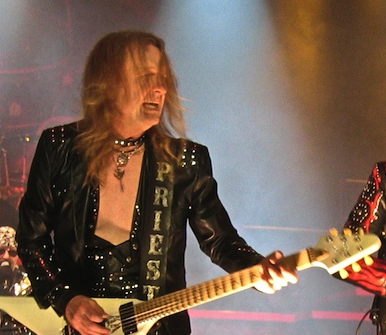
Downing en 2009

Durante toda su carrera, K.K. se ha destacado por el uso de sus guitarras modelo Flying V con festoneado, especialmente de las marcas Gibson y Hamer.
Al principio de su carrera en los tiempos de "Rocka Rolla" usaba Gibson SG Standard al igual que su compañero Glenn Tipton, pero al poco tiempo después decidió buscar un modelo que al poco tiempo se convertiría en uno de los íconos de la música pesada, la Flying V de la marca Gibson.
K.K. usa cuerdas del calibre 8-38 en sus guitarras y además ha sido reconocido dentro de la comunidad del Heavy Metal por ser uno de los que usa guitarras escalopadas en el mástil.
Según palabras textuales de K.K., su primera Gibson Flying V la adquirió en una tienda de segunda mano en Londres, arrebatándosela a Michael Schenker que la tenía en reserva desde un mes atrás. El desconocía que ese modelo que el compró al poco tiempo se convertiría en toda una rareza de las guitarras, ya que había adquirido una Gibson Flying V'67 Medallion, dicho medallón lleva un número de serie que conmemora una edición limitada de Gibson y que en el mercado actualmente son guitarras muy cotizadas, tanto por su construcción como por la rareza.
Poco tiempo después se involucró junto a Glenn Tipton en la marca Gibson, como imagen de la casa, asociando su imagen a la de la marca, la cual le proporcionó varios modelos fabricados con las especificaciones que el artista necesitaba en ese momento, pastillas de más ganancia, acabado en rojo customizado y el mástil completamente al natural para facilitar la interpretación.
Esta guitarra junto a la de su compañero Glenn Tipton vieron la luz en 2001 de mano de la marca Gibson en una gama "Signature" de la Custom Shop conmemorando la relación entre Judas Priest y la marca Gibson.
A mediados de los años 80 y con el final de la gira de "Screaming For Vengeance" K.K. Downing asoció su imagen a una marca por aquel entonces conocida en los ambientes del Custom en Estados Unidos, esta marca fue Hamer, una empresa que hasta entonces se dedicaba a fabricar guitarras customizadas para artistas y que tenía muy pocos modelos de fabricación en serie.
Fue en 1984 y en pleno "U.S. Festival" cuando K.K. Downing presentó al mundo su nuevo modelo, la Hamer Vector Custom con pastillas Hamer de alta ganancia DiMarzio y puente flotante Kahler, este modelo sellaba su asociación con la marca en los años venideros y haciendo que su compañero Glenn Tipton también apostase por la marca.
Fue durante el disco "Turbo" y durante el "Fuel For Life Tour" en 1986 cuando K.K. Downing sorprendió con un modelo de la marca Hamer totalmente distinto hasta aquel entonces y que fue conocido como la "Mini-V". Esta guitarra no era otra que la Hamer Scepter V (Diseñada para Robbin Crosby), solo que en una versión acortada y con especificaciones del artista (puente flotante Kahler, pastillas Hamer de alta ganancia y trastes escalopeados) que Hamer fabricó en exclusiva para el en dos colores blanco y roja y posteriormente en azul para la gira "Jugulator".
Con el estreno de "Ram It Down" y de cara a volver a la imagen dura de la banda, K.K. Downing modificó su "Mini-V" añadiéndole tachuelas a los vértices de la guitarra.
Este modelo lo ha estado usando sin interrupción en todas las giras desde "Turbo" a "Jugulator" y durante ese tiempo la guitarra ha sido modificada en varios aspectos, se le cambiaron las pastillas por EMG '81 y se le eliminaron los controles de tono. En 2001, K.K. Downing retiró esta guitarra para un único uso exclusivo en estudio, temiendo por la integridad de su instrumento favorito en directo, en ese momento, el artista decidió apostar por diferentes modelos de guitarra para la siguiente gira. Estos modelos fueron de la casa ESP Guitars quien modificó el modelo de Kerry King adaptándolo a las especificaciones de K.K. Downing. También para esta gira contó con un regalo de su técnico de guitarra Dan Johnson quien le fabricó un modelo exclusivo de Flying V en color rojo y en cuyo clavijero era el logotipo de la banda.
Para la gira "Angel Of Retribution" Hamer fabricó otro modelo en exclusiva para K.K. Downing, un modelo de Flying V clásico con el look de la Gibson Flying V'58, en color rojo, con pastillas EMG '81 en puente y mástil, con el diapasón de arce y con puente flotante Floyd Rose.
Actualmente, finalizado su contrato con Hamer, K.K. Downing ha asociado su imagen a la marca de guitarras KxK, marca que hasta la fecha se ha destacado por la fabricación de instrumentos personalizados.
Listado de guitarras de K.K. Downing
- Gibson Flying V'67 Medallion Limited Edition

Color.: Cereza
Diapasón.: Palorrosa
Pastillas.: Gibson PAF Pro y DiMarzio
Puente.: Vibrola Gibson
- Gibson Flying V'67 Signature Custom Shop

Color.: Rojo Cardenal
Diapasón.: Palorrosa
Pastillas.: Gibson 598R - 500T
Puente.: Tune-O-Matic
- Fender Stratocaster Mexicana

Color.: Blanco
Diapasón.: Arce
Pastillas.: Single Coils
Puente.: Fender standard
Características especiales.: Mástil zurdo
- Hamer Vector K.K.

Color.: Rojo translúcido y Natural
Diapasón.: Palorrosa
Pastillas.: Hamer Humbucker
Puente.: Kahler
Características especiales.: El nombre K.K. Downing es más grande que el logotipo de Hamer
- Hamer Scepter V

Color.: Rojo, Blanco y Azul
Diapasón.: Ébano escalopeado
Pastillas.: Hamer Humbucker y posteriormente EMG '81-'81
Puente.: Kahler
Características especiales.: Tachuelas en los bordes y los vértices de la guitarra
- ESP Kerry King Flying V

Color.: Negro
Diapasón.: Ébano escalopeado
Pastillas.: EMG '81-'81
Puente.: Kahler
Características especiales.: Picos forrados en chapa de aluminio pulido
- Dan Johnson Custom Built Flying V

Color.: Rojo translúcido
Diapasón.: Ébano escalopeado
Pastillas.: EMG '81-'81
Puente.: Kahler
Características especiales.: Clavijero con la forma del logotipo de Judas Priest
- Hamer Custom Flying V

Color.: Rojo Cardenal
Diapasón.: Arce escalopeado
Pastillas.: EMG '81-'81
Puente.: Floyd Rose
Características especiales.: Diseño como el de la Gibson Flying V'58
- KxK Custom Flying V

Color.: Blanco y Rojo Cardenal
Diapasón.: Arce escalopeado y ébano
Pastillas.: EMG '81-'81
Puente.: Floyd Rose
Características especiales.: Inlays con el logo de KxK y con el logo "K.K. Downing" entre pastilla y pastilla.

## Curiosidades
K.K. Downing, actualmente reside en un palacete en Birmingham, en el que pasa la mayor parte de su tiempo libre.
Solía veranear en Marbella, donde tenía una casa junto a Glenn Tipton y Rob Halford.
Tras el guitarrista se encuentra todo un coleccionista, al poseer numerosos coches antiguos. Muchas veces ha declarado que su pasión son los bólidos, cuenta con un extenso repertorio de ellos.

## Discografía
Judas Priest
- Rocka Rolla (1974)
- Sad Wings of Destiny (1976)
- Sin After Sin (1977)
- Stained Class (1978)
- Killing Machine (1978)
- Unleashed in the East (1979)
- British Steel (1980)
- Point of Entry (1981)
- Screaming for Vengeance (1982)
- Defenders of the Faith (1984)
- Turbo (1986)
- Priest...Live! (1987)
- Ram it Down (1988)
- Painkiller (1990)
- Jugulator (1997)
- '98 Live Meltdown (1998)
- Demolition (2001)
- Live in London (2003)
- Angel of Retribution (2005)
- Nostradamus (2008)
- A Touch of Evil: Live (2009)

KK’s Priest
- Sermons of the Sinner (2021)
- Sinner Rides Again (2023)

### Apariciones como invitado
Al Atkins
- Reloaded (2017) – guitarra en "Mind Conception"

King Diamond
- Conspiracy (1989) – solo de guitarra en "Something Weird" (instrumental)[cita requerida]

Queensrÿche
- Frequency Unknown (2013) – guitarra líder en "Running Backwards"

Violent Storm
- Violent Storm (2005) – guitarra líder en "War No More" y "Deceiver"

- Storm Warning (2008) – solo de guitarra en "War No More" y "Deceiver"

- Datos: Q355397
- Multimedia: K. K. Downing / Q355397